# میک (سقز)
میک (سقز)، روستایی از توابع بخش سرشیو شهرستان سقز در استان کردستان ایران است.

## جمعیت
این روستا در دهستان ذوالفقار قرار دارد و براساس سرشماری مرکز آمار ایران در سال ۱۳۸۵، جمعیت آن ۲۸۹ نفر (۵۲خانوار) بوده‌است.